# یونانی-آریایی
یونانی-آریایی یا یونانی-ارمنی-آریایی (به انگلیسی: Graeco-Aryan یا Graeco-Armeno-Aryan) انگاره‌ای است در زمینه خانوادهٔ 	زبانهای هند و اروپایی که می‌گوید زبان‌های هندوایرانی , ارمنی و یونانی دارای یک نیای مشترک هستند که به احتمال در میانه هزارهٔ سوم پیش از میلاد از این نیای مشترک دو شاخهٔ نیا-هندو-ایرانی و نیا-یونانی(نیا-هِلِنی) جدا شده‌اند، و آغاز به گسترش کردند.